# 森利道
森 利道（もり としみち）は、日本のゲームクリエイター、イラストレーター。株式会社スタジオフレア取締役副社長。

## 略歴
株式会社アークシステムワークス元取締役。アミューズメントメディア総合学院ゲーム・グラフィックデザイナー学科卒。
アークシステムワークス入社後、『GUILTY GEAR X』以降のデザイナーを担当。のちにディレクター・コンシューマー作品のプロデューサーを経て、プロデューサーとして製作指揮をとるようになる。
その後新たに『BLAZBLUE』シリーズを立ち上げ、プロデューサーとしてシリーズ全作品で携わっている。また同シリーズでは、シナリオ・キャラクターイラストも担当。
2022年9月25日、Twitterアカウントにて、アークシステムワークスを退職したと報告した。
2023年2月28日、NetEase Gamesの出資を受けて青木利則と共に「株式会社スタジオフレア」を設立し、取締役副社長に就任。

## 人物
黒サングラスをトレードマークとしており、ぶるらじ内ではサングラスをかけたしゃもじのようなイラストで登場する。これはGUILTY GEARシリーズにおいて『A.B.A』の持つ武器『パラケルス』の声を担当したためであり、本来はしゃもじではなく鍵型の斧である。
石渡太輔とは入社以前からの仲であり、同じアミューズメントメディア総合学院卒業生として同校TVCMにて共演した。
イベント本番前には緊張しやすく、共演者からは「毎回毎回強烈」と評される。
趣味は車。

## 関連作品

### ゲーム
- GUILTY GEARシリーズ - デザイナー、ディレクター
  - GUILTY GEAR XX SLASH 以降 - プロデューサー
- SAMURAI DEEPER KYO - サブディレクター、グラフィックチーフ、キャラクターグラフィック
- 戦国BASARA X - プロデューサー、アートスーパーバイザー
- BLAZBLUEシリーズ - プロデューサー、シナリオ、キャラクターイラスト
  - BLAZBLUE CALAMITY TRIGGER - メインビジュアル
  - BLAZBLUE CONTINUUM SHIFT[8]
  - BLAZBLUE CONTINUUM SHIFT II
  - BLAZBLUE CONTINUUM SHIFT EXTEND
  - BLAZBLUE CHRONOPHANTASMA - キャラクターイラスト(立ち絵)担当に復帰。
- アルカナハート3 - ゲストイラスト
- ペルソナ4 ジ・アルティメット イン マヨナカアリーナ - プロデューサー
- 月英学園 -kou- - プロデューサー

### 書籍
- BLAZBLUE フェイズ0、BLAZBLUE フェイズシフト1～3 - シナリオ監修
- BLAZBLUE リミックスハート - シナリオ原案

## 出演

### ゲーム
- GUILTY GEARシリーズ - パラケルス役[9]

### ラジオ
- ブレイブルー公式Webラジオ“ぶるらじ”
  - 主に新作タイトルの発売前後に出演し、作品について語る。ゲスト記載のない回においても、呼ばれれば声のみの出演(またはキャラ絵でのスポット出演)をする。
- 磯村知美の週刊ゲームの食卓 (第64回、第65回、第113回、第114回、第164回) - ゲスト出演、キャラクター原案
- 今井麻美のSinger Song Gamer (第9回、第221回) - ゲスト出演
- 杉田智和のアニゲラ!ディドゥーーン (第71回、第114回、第157回) - ゲスト出演
- RADIO 4Gamer (第14回) - ゲスト出演
- アークシステムワークスがニコニコ動画にて放送している「あーくなま」にもメインパーソナリティーとして出演している。

### CM
- アミューズメントメディア総合学院 TVCM